# 요제프 슈트라우스

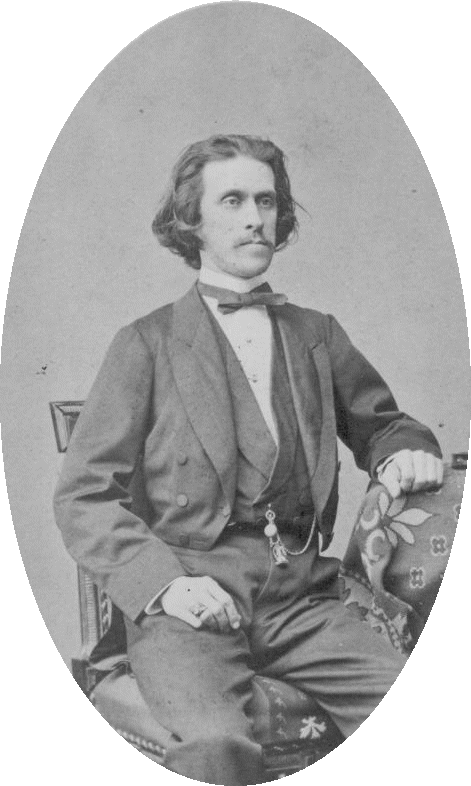

요제프 슈트라우스(Josef Strauss, 1827년 8월 20일 ~ 1870년 7월 22일)는 오스트리아의 작곡가이다.
마리아힐프(지금의 빈)에서 요한 슈트라우스 1세와 마리아 안나 슈토레임의 둘째 아들로 태어났으며 요한 슈트라우스 2세와 에두아르트 슈트라우스의 형제이다. 그의 아버지는 오스트리아 합스부르크가 군사에서 경력을 쌓기를 바랐다. 그는 프란츠 돌레샬(Franz Dolleschal)에서 음악을 공부했으며 프란츠 안톤 리스와 함께 바이올린 연주를 배웠다.
엔지니어 훈련을 받았으며 도시 빈을 위해 엔지니어와 디자이너로 일했다. 스트라우스는 예술가, 화가, 시인, 극작가, 가수, 작곡가, 발명가로서 재능이 있었다.